# Evelyn Höbenreich
Evelyn Höbenreich (* 1. Februar 1962 in Graz) ist eine österreichische Rechtswissenschaftlerin.

## Leben
Vor dem Studium besuchte sie von 1972 bis 1980 das Neusprachliche Gymnasium, das sie 1980 mit der Matura abschloss. In den Jahren 1978 und 1979 war sie als AFS-Studentin in San Diego in den Vereinigten Staaten.
Von 1980 bis 1984 studierte sie Rechtswissenschaften an der Universität Graz (1985 Doctor iuris utriusque). Nach der Venia legendi 1996 für Römisches Recht  (Gutachter Mario Talamanca, Gunter Wesener) lehrt sie als Professorin für Römisches Recht in Graz.

## Schriften (Auswahl)
- Annona. Juristische Aspekte der stadtrömischen Lebensmittelversorgung im Prinzipat. Graz 1997, ISBN 3-7011-8970-6.
- mit Giunio Rizzelli: Scylla. Fragmente einer juristischen Geschichte der Frauen im antiken Rom. Wien 2002, ISBN 3-205-77012-9.
- mit Viviana Kühne: Las mujeres en Roma antigua. Imágenes y derecho. Lecce 2009, ISBN 88-7261-365-5.
- Marianne Webers „Ehefrau und Mutter in der Rechtsentwicklung“. Beziehungsmodelle zwischen römischem Recht und deutscher Kodifizierung. Lecce 2018, ISBN 88-6994-159-0.